# Muczinga
Muczinga (ang. Muchinga Escarpment) – góry zrębowe w północno-wschodniej Zambii. Długość około 500 km, wysokość do 1840 m, najwyższy szczyt: Mukowonshi.